# Marc Béchot
Pour les articles homonymes, voir Béchot.
Marc Béchot, né en 1520, mort en octobre 1557, est un graveur en monnaies et médailles français.

## Biographie

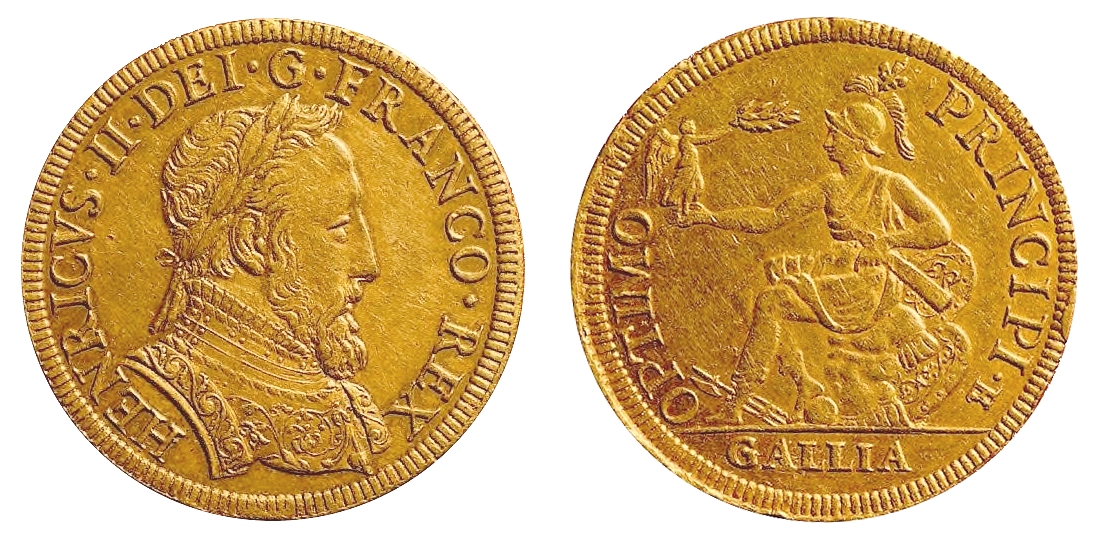
Henri d'or à la Gallia, 1555, pièce unique (BnF) portant la marque de Béchot au revers (B).

En 1547, Henri II crée l'office de Graveur Général des Monnaies en nommant Marc Béchot premier Graveur général, chargé de la Monnaie.
Aucun document ne nous dit sous quelle direction se fit son apprentissage ; mais le style bien caractérisé des monnaies de Henri II ne semble pas laisser de doute à cet égard. Le premier de nos graveurs généraux était l'élève d'un maître italien, et ce maître fut peut-être Matteo dal Nasaro Veronese, mort à Paris vers 1548, si l'on s'en réfère à Vasari.
Voici les termes principaux des lettres patentes (1er août 1547 et suivant) portant érection de l'office de Graveur général des Monnaies en faveur de Marc Béchot :
« Henry, par la grâce de Dieu... sçavoir faisons que... pour obvier aux falsifications des escus et monnoyes qui se forgent et ouvrent journellement en notre royaulme, provenant par l'erreur et ignorance des tailleurs, graveurs et sculpteurs des formes et figures taillées et gravées sur les coings des dits escus et monnoies..., soit très requis et nécessaire, pour plus facilement discerner, congnoistre la vraye et bonne monnoye en laquelle l'art de sculpture a esté gardé et observé, avec la faulse et adultérine manifeste congneue par le déffault de sçavoir dudit art, commettre personnaige sçavant et expérimenté au faict et congnoyssance de tailler les dites formes et figures... Pour ce est-il que nous, ce considéré, avons créé et érigé et estably et par ces présentes créons... ung tailleur sculpteur et graveur, en titre d'office formé, pour tailler et sculper et graver les formes et figures en coings des escus et aultres espèces de monnaoyes qui se forgeront et ouvreront doresnavant en nostre royaulme... Suivant laquelle érection et pour le bon rapport qui faict nous a esté de la personne de notre cher et bien aimé Marc Béchot et de ses sens, suffisance, prod'hommye, dilligence et lonque expérience en l'art de tailler et sculper et graver, à icelluy, pour ces causes, avons donné et octroyé le dit office de tailleur, sculpteur et graveur...
En outre avos prohibé et deffendu à tous maistres de monnoyes de ne forger, baptre ne ouvrer escus et demy escus, testons et demy testons à aultres coings que ceux qui seront taillés, sculpés et gravés par ledit Béchot, sous peine de privation de leur office, confiscation des dicts escus... et d'encourir le crime de faulx...

Donné à Chasteau-Thierry au mois d'ougst, l'an de grâce mil cing cent quarante-sept le premier. »
Enfin l'important édit de Fontainebleau sur le Reiglement des monnoyes et officiers d'icelles, détermina définitivement, le 3 mars 1554, les attributions et les devoirs du Graveur général et des graveurs particuliers :
« 
XXXVIII. Le tailleur général des monnoyes fera telle diligence de tailler des poinçons et graver des matrices que les Tailleurs particuliers des dictes monnoyes ne chomment après luy, sur paine de suspension et privation de son estat ; et en icelles matrices mectra son différent et le milliesime de l'année en laquelle il aura faict les dictes matrices, lesquelles il délivrera en plein bureau de dicte Cour des monnoyes.
 »
Avant 1550, il améliore une presse pour permettre la frappe au balancier, instrument ramené en France par Aubin Olivier d'Augsbourg à la demande du souverain Henri II.
Il est remplacé à sa charge de graveur général par Claude de Héry.